# Michael Wright
|  | Per a altres significats, vegeu «Michael Wright (bàsquet)». |

Michael Wright   (Bishop's Stortford, 25 de març de 1941) és un ciclista anglès, ja retirat, que fou professional entre 1962 i 1976. En el seu palmarès destaquen tres etapes al Tour de França i quatre a la Volta a Espanya.

## Biografia
Wright va néixer a Bishop's Stortford, Hertfordshire, però quan sols tenia tres anys es va traslladar a viure a Lieja perquè la seva mare s'havia casat amb un soldat belga. El futbol fou el primer esport a què es dedicà, però en morir el seu padrastre (el seu pare havia mort a la Segona Guerra Mundial) decidí dedicar-se al ciclisme, esport que li donava més diners.
Tot i viure a Bèlgica no va renunciar mai a la nacionalitat britànica. Amb tot, el seu anglès era limitat, ja que la seva primera llengua era el francès.

## Palmarès
- 1962
  - 1r al Gran Premi del Brabant Való
- 1963
  - 1r a Hoegaarden
- 1964
  - 1r al Tour de Condroz
  - 1r al Gran Premi de Denain
  - 1r al Critèruim de Visé
  - 1r a la Brussel·les-Nandrin
  - Vencedor d'una etapa del Tour del Nord

| - 1965 - 1r a la Hoeilaart-Diest-Hoeilaart - 1r al Critèrium de Londres - Vencedor d'una etapa al Tour de França - 1966 - 1r al Brussel·les-Verviers - 1967 - 1r al Vaux Grand Prix - 1r al Gran Premi de Pamel - Vencedor d'una etapa al Tour de França - 1968 - 1r a la Fletxa Hesbignonne - 1r al Critérium d'Hasselt - Vencedor de 2 etapes a la Volta a Espanya - Vencedor d'una etapa a la Volta a Luxemburg | - 1969 - 1r al Tour de Condroz - Vencedor de 2 etapes a la Volta a Espanya - Vencedor d'una etapa a la Volta a Euskadi - Vencedor de 2 etapes del Tour del Nord - 1970 - Vencedor d'una etapa a la Volta a Catalunya - 1973 - Vencedor d'una etapa al Tour de França - 1974 - 1r al Circuit del Port de Dunkerque - 1976 - 1r al Circuit de Niel |

### Resultats al Tour de França
- 1964. 56è de la classificació general
- 1965. 24è de la classificació general. Vencedor d'una etapa
- 1967. Abandona (11a etapa). Vencedor d'una etapa
- 1968. 28è de la classificació general
- 1969. 71è de la classificació general
- 1972. 55è de la classificació general
- 1973. 57è de la classificació general. Vencedor d'una etapa
- 1974. 57è de la classificació general

### Resultats a la Volta a Espanya
- 1968. 14è de la classificació general. Vencedor de 2 etapes
- 1969. 5è de la classificació general. Vencedor de 2 etapes
- 1970. 39è de la classificació general